# Obština Kalojanovo
Obština Kalojanovo (bulharsky Община Калояново) je bulharská jednotka územní samosprávy v Plovdivské oblasti. Leží ve středním Bulharsku v Hornothrácké nížině a na jižním úpatí Sredné gory. Správním střediskem je ves Kalojanovo, kromě ní obština zahrnuje 14 vesnic. Žije zde přes 9 tisíc stálých obyvatel.

## Sídla
Všechna sídla v obštině jsou samosprávná.
| - Begovo - Černozemen - Dălgo Pole - Dolna Machala - Duvanlii | - Glavatar - Gorna Machala - Ivan Vazovo - Kalojanovo (sídlo správy) - Otec Paisievo | - Pesnopoj - Răževo - Răževo Konare - Suchozem - Žitnica |

## Sousední obštiny
| Růžice kompasu | Chisarja           | Karlovo |          | Růžice kompasu |
| Růžice kompasu |                    | Sever   | Brezovo  | Růžice kompasu |
| Růžice kompasu | Obština Kalojanovo |         | Brezovo  | Růžice kompasu |
| Růžice kompasu | Jih                |         | Brezovo  | Růžice kompasu |
| Růžice kompasu | Săedinenie         | Marica  | Rakovski | Růžice kompasu |

## Obyvatelstvo
V obštině žije 9 467 stálých obyvatel a včetně přechodně hlášených obyvatel 11 093. Podle sčítáni 1. února 2011 bylo národnostní složení následující:
- Bulhaři: 10 369 (88.6 %)
- Romové: 742 (6.3 %)
- Turci: 549 (4.7 %)
- ostatní: 38 (0.3 %)